# Mucha (film 1980)
Mucha (węg. A légy) – węgierski krótkometrażowy film animowany z 1980 roku w reżyserii Ferenca Rofusza. Film zdobył Oscara dla najlepszego krótkometrażowego filmu animowanego na 53. ceremonii rozdania Oscarów. 

## Fabuła
Z punktu widzenia muchy widz śledzi lot przez las i łąkę do domu. Tu mucha przelatuje przez korytarz i ląduje w salonie, gdzie kilka razy przelatuje i siada między innymi na zegarze ściennym. Po chwili do pokoju wchodzi człowiek i próbuje zabić muchę. Mucha kilkukrotnie ucieka przed packą na owady, ale w końcu zostaje trafiona i ostrożnie włożona do pudełka z kolekcją owadów.